# Leandro Fernández
Leandro Sebastián Fernández (Rosario, Argentina; 30 de enero de 1983) es un exfutbolista argentino que jugaba de defensor y cuyo último club fue Danubio Fútbol Club de la Primera División de Uruguay.
Integró el equipo argentino que ganó la medalla de oro en los Juegos Olímpicos 2004. También formó parte de los planteles nacionales en el Mundial Juvenil 2003 y en la Copa América 2004.

## Trayectoria
Comenzó su carrera profesional a los 19 años cuando debutó en Newell's Old Boys el 5 de febrero de 2002 en el empate 2:2 ante Boca Juniors. En 2004 se adjudicó el Torneo Apertura con Newell's Old Boys. En 2005 fue transferido a River Plate, donde jugó los 19 partidos del Torneo Apertura 2005. Finalmente un año más tarde, se unió al Dinamo Moscú, en el que convirtió 13 goles, fue capitán y jugó hasta mitad de 2014. Luego arribó a Newell's Old Boys, donde jugó otros dos años y medio antes de pasar a Danubio Fútbol Club.

## Clubes
| Club              | País      | Año       | Goles |
| ----------------- | --------- | --------- | ----- |
| Newell's Old Boys | Argentina | 2002-2004 | 0     |
| River Plate       | Argentina | 2005-2006 | 0     |
| FC Dinamo Moscú   | Rusia     | 2006-2014 | 13    |
| Newell's Old Boys | Argentina | 2014-2016 | 1     |
| Danubio           | Uruguay   | 2017      | 0     |

## Palmarés

### Campeonatos nacionales
| Título           | Equipo            | País      | Año           |
| ---------------- | ----------------- | --------- | ------------- |
| Primera División | Newell's Old Boys | Argentina | Apertura 2004 |

### Torneos internacionales
| Título         | Equipo              | Sede   | Año  |
| -------------- | ------------------- | ------ | ---- |
| Medalla de oro | Selección Argentina | Atenas | 2004 |